# إريكا سانشيز
إريكا سانشيز (بالإنجليزية: Erika Sánchez)‏ هي كاتِبة وشاعرة أمريكية، ولدت في 1984.